# Sony Xperia U
Sony Xperia U — смартфон фирмы Sony на платформе Google Android в корпусе типа «моноблок». Впервые был представлен на Mobile World Congress 27 февраля 2012 года. Данная модель относится к серии смартфонов Xperia NXT, являясь самым компактным её представителем.

## Технические особенности
Диагональ дисплея Xperia U составляет 3,5 дюйма. Дисплей выполнен по технологии TFT TN, обладает разрешением 854x480 пикселей при плотности 279 точек на дюйм и отображает 16.78 млн.цветов. В данной модели установлен двухъядерный процессор ST Ericsson U8500, с тактовой частотой 1 Ггц и 512 Mb ОЗУ, что делает этот смартфон весьма производительным. Как и другие аппараты серии Xperia NXT — Xperia S и Xperia P — Xperia U поддерживает функцию быстрой съемки Fast Capture.

## Программное обеспечение
Xperia U поступил в продажу с установленной ОС Google Android версии 2.3, после выхода Sony анонсировала обновление до Android 4.0.
Из-за малого размера оперативной памяти его так и не обновили до 4.1 как более старшие модели.
Большинство пользователей после обновления прошивки жалуются на значительное замедление работы интерфейса. При использовании аппарата на прошивке 4.0 через 6-12 месяцев начинаются произвольные перезагрузки. Если вас устраивает версия 2.3, многие рекомендуют не обновлять прошивку самостоятельно.

## Персонализация
Также в Xperia U обращают на себя внимание особенности персонализации. В этой модели, как и в остальных телефонах линейки NXT, есть прозрачная белая полоска, отделяющая основную часть телефона от радиоблока, но только в Xperia U эта полоска имеет подсветку разных цветов. При этом цвет подсветки меняется в зависимости от установленной темы, просматриваемой фотографии или цвета обложки прослушиваемого трека.
К элементам персонализации также относятся сменные колпачки, с помощью которых можно изменить цвет нижней части аппарата. В комплекте с Xperia U будут поставляться 3 дополнительных сменных колпачка: жёлтый, белый и розовый.